# Mariano Trujillo
Edgar Mariano Trujillo Reyes (nació el 19 de mayo de 1977 en la Ciudad de México) es un exfutbolista y entrenador mexicano; se desempeñaba como lateral por derecha o como mediocampista por la misma banda. Debutó en 1996 con UNAM y se retiró en el 2013 con Jaguares de Chiapas.
Actualmente es analista en FOX Deportes en los Estados Unidos.

## Trayectoria
Debutó en la Primera División de México el 25 de octubre de 1996, enfrentando a Toluca en el Estadio Olímpico Universitario, en partido correspondiente a la Jornada 12 del Invierno 1996; los Pumas perdieron 0-3 ante los Diablos Rojos.
Durante el Verano 2000 jugó con los Tiburones Rojos de Veracruz en la Liga de Ascenso de México.
Para el Verano 2001, fue cedido a préstamo al Club Santos Laguna. Con los Alviverdes conquistó el título de Liga luego de vencer a los Tuzos del Pachuca por marcador global de 4-3 (Estadio Hidalgo 2-1 y Estadio Corona 3-1); Trujillo anotó uno de los tres tantos en el juego de vuelta.
Para el Invierno 2001, reportaría de nueva cuenta con UNAM. De cara al Apertura 2003, fue transferido a Morelia, donde jugaría hasta el Clausura 2007; en el torneo Superliga realizado en Estados Unidos, sería fichado por el Skoda Xanthi FC, aparentemente con un contrato por dos años, pero por motivos personales no jugaría con el equipo griego. En diciembre del 2007, se unió al Atlante.
En marzo del 2009, fue fichado por Chivas USA de la MLS.
En junio del 2012, Mariano Trujillo se incorporó al cuerpo técnico de José Guadalupe Cruz, entrenador de los Jaguares de Chiapas, mientras los Naranjas realizaban pretemporada en San Cristóbal de las Casas, Chiapas. Finalmente el 3 de julio, el "Profe" Cruz dio a conocer que Trujillo sería registrado como jugador. Con el conjunto chiapaneco debutó el 6 de julio, enfrentando a Venados de Mérida en partido amistoso celebrado en el Estadio Municipal de San Cristóbal.
Se retiró al concluir el Clausura 2013.

## Selección nacional

### Categorías menores
Sub-20
| Mundial                                | Sede    | Resultado        |
| -------------------------------------- | ------- | ---------------- |
| Copa Mundial de Fútbol Juvenil de 1997 | Malasia | Octavos de final |

### Absoluta
Fue convocado a la Selección Mexicana, en seis ocasiones, consiguiendo su único gol con la Selección en el encuentro amistoso entre Perú y México, con victoria para los de Sudamérica de 3-1, celebrado en el 2003, siendo esta su última participación con la Selección. 

## Clubes
| Club                        | País           | Año           |
| --------------------------- | -------------- | ------------- |
| UNAM                        | México         | 1996-1999     |
| Tiburones Rojos de Veracruz | México         | Verano 2000   |
| UNAM                        | México         | Invierno 2000 |
| Club Santos Laguna          | México         | Verano 2001   |
| UNAM                        | México         | 2001-2003     |
| Morelia                     | México         | 2003-2007     |
| Atlante                     | México         | 2008          |
| Chivas USA                  | Estados Unidos | 2009-2011     |
| Jaguares de Chiapas         | México         | 2012-2013     |

## Palmarés

### Campeonato nacional
| Título      | Club               | País   |
| ----------- | ------------------ | ------ |
| Verano 2001 | Club Santos Laguna | México |